# Metaphycus citrinus
Metaphycus citrinus är en stekelart som beskrevs av Compere 1957. Metaphycus citrinus ingår i släktet Metaphycus och familjen sköldlussteklar. Inga underarter finns listade i Catalogue of Life.